# Jessica Andrews

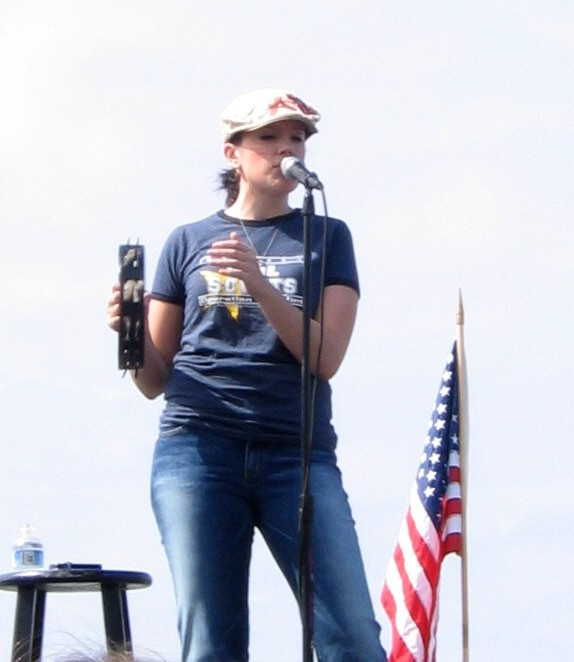
Jessica Andrews, 2008

Jessica Danielle Andrews (* 29. Dezember 1983 in Huntingdon, Tennessee) ist eine US-amerikanische Country- und Pop-Sängerin.

## Karriere
Im Alter von 15 Jahren, Mitte 1999, debütierte Andrews in den Country-Charts von Billboard der mit der Single I Will Be There for You, von ihrem noch im selben Jahr veröffentlichten Debütalbum Heart Shaped World, das auf DreamWorks Records erschien. Die Ballade war auch Teil des Soundtracks zum Zeichentrickfilms Der Prinz von Ägypten. Hierfür wurde sie bei den ACM Awards als Newcomerin des Jahres nominiert. 
Ihren mit Abstand größten Erfolg feierte Andrews 2001 mit dem Song Who I Am, ihr einziger Platz eins in den Country-Charts. Der Titeltrack ihres zweiten Studio-Albums, das in den USA mit Gold ausgezeichnet wurde, war darüber hinaus ein großer Erfolg in den Pop-Charts der USA und erreichte Platz 28. Es sollte ihr einziger Top-40-Erfolg bleiben. Erneut wurde Andrews als Newcomerin des Jahres (Horizon Award) nominiert, dieses Mal jedoch bei den CMA Awards.
Ein drittes Album, Now, wurde 2003 veröffentlicht, blieb aber kommerziell hinter den Erwartungen zurück. Mit There’s More to Me Than You enthielt das Album ihren sechsten und letzten Top-40-Hit in den Country-Charts.
2005 wurde das Label DreamWorks geschlossen. Ein geplantes, viertes Album, Ain’t That Life, wurde nicht veröffentlicht. Im Vorfeld waren jedoch auch zwei Singles, The Marrying Kind und Summer Girl, gefloppt. Das Album wurde 2016 digital bei Portalen wie Spotify und iTunes veröffentlicht. Andrews selbst kommentierte dies auf Twitter mit dem Hinweis, dass die Aufnahmen von ihr gestohlen worden seien.
Ende 2008 unterschrieb Andrews beim kurzlebigen Label Carolwood Records, das zu Lyric Street Records gehörte. Als dieses 2009 geschlossen wurde, fand sich Andrews erneut ohne Plattenvertrag.
In der Folge erschienen gelegentlich Singles, die jedoch bislang nicht das erhoffte Comeback brachten.

## Diskografie

### Alben
| Jahr | Titel              | Höchstplatzierung, Gesamtwochen, AuszeichnungChartplatzierungen (Jahr, Titel, Platzierungen, Wochen, Auszeichnungen, Anmerkungen) | Höchstplatzierung, Gesamtwochen, AuszeichnungChartplatzierungen (Jahr, Titel, Platzierungen, Wochen, Auszeichnungen, Anmerkungen) | Anmerkungen |
| Jahr | Titel              | US | Country | Anmerkungen |
| ---- | ------------------ | --- | --- | ----------- |
| 1999 | Heart Shaped World | — | Country24 (71 Wo.)Country | DreamWorks  |
| 2001 | Who I Am           | US22 Gold · (31 Wo.)US | Country2 (73 Wo.)Country | DreamWorks  |
| 2003 | Now                | US34 (8 Wo.)US | Country4 (24 Wo.)Country | DreamWorks  |

### Singles
| Jahr | Titel Album                                         | Höchstplatzierung, Gesamtwochen, AuszeichnungChartplatzierungen (Jahr, Titel, Album, Platzierungen, Wochen, Auszeichnungen, Anmerkungen) | Höchstplatzierung, Gesamtwochen, AuszeichnungChartplatzierungen (Jahr, Titel, Album, Platzierungen, Wochen, Auszeichnungen, Anmerkungen) | Anmerkungen                                                   |
| Jahr | Titel Album                                         | US | Country | Anmerkungen                                                   |
| ---- | --------------------------------------------------- | --- | --- | ------------------------------------------------------------- |
| 1999 | I Will Be There for You Heart Shaped World          | — | Country28 (20 Wo.)Country |                                                               |
| 1999 | You Go First (Do You Wanna Kiss) Heart Shaped World | — | Country25 (20 Wo.)Country |                                                               |
| 2000 | Unbreakable Heart Heart Shaped World                | — | Country24 (20 Wo.)Country |                                                               |
| 2000 | I Do Now Heart Shaped World                         | — | Country53 (8 Wo.)Country |                                                               |
| 2000 | Who I Am                                            | US28 (20 Wo.)US | Country1 (33 Wo.)Country |                                                               |
| 2001 | Helplessly, Hopelessly Who I Am                     | — | Country31 (19 Wo.)Country |                                                               |
| 2002 | Karma Who I Am                                      | — | Country47 (6 Wo.)Country |                                                               |
| 2002 | There's More to Me Than You Now                     | — | Country17 (26 Wo.)Country |                                                               |
| 2003 | Good Time Now                                       | — | Country49 (5 Wo.)Country |                                                               |
| 2005 | The Marrying Kind                                   | — | — | aufgenommen für das unveröffentlichte Album "Ain't That Life" |
| 2005 | Summer Girl                                         | — | Country46 (10 Wo.)Country | aufgenommen für das unveröffentlichte Album "Ain't That Life" |
| 2008 | Everything                                          | — | Country45 (12 Wo.)Country |                                                               |

### Gastbeiträge
| Jahr | Titel Album                        | Höchstplatzierung, Gesamtwochen, AuszeichnungChartplatzierungen (Jahr, Titel, Album, Platzierungen, Wochen, Auszeichnungen, Anmerkungen) | Höchstplatzierung, Gesamtwochen, AuszeichnungChartplatzierungen (Jahr, Titel, Album, Platzierungen, Wochen, Auszeichnungen, Anmerkungen) | Anmerkungen                         |
| Jahr | Titel Album                        | US | Country | Anmerkungen                         |
| ---- | ---------------------------------- | --- | --- | ----------------------------------- |
| 2004 | All I Ever Needed Freedom of Sound | — | Country45 (16 Wo.)Country | Bret Michaels feat. Jessica Andrews |